# Arphia
Arphia is een geslacht van rechtvleugeligen uit de familie veldsprinkhanen (Acrididae). De wetenschappelijke naam van dit geslacht is voor het eerst geldig gepubliceerd in 1873 door Stål.

## Soorten
Het geslacht Arphia omvat de volgende soorten:
- Arphia behrensi Saussure, 1884
- Arphia conspersa Scudder, 1875
- Arphia fallax Saussure, 1884
- Arphia granulata Saussure, 1884
- Arphia nietana Saussure, 1861
- Arphia novissima Otte, 1984
- Arphia pecos Otte, 1984
- Arphia pseudonietana Thomas, 1870
- Arphia pulchripennis Bruner, 1905
- Arphia ramona Rehn, 1902
- Arphia robertsi Otte, 1984
- Arphia saussureana Bruner, 1889
- Arphia secreta Otte, 1984
- Arphia simplex Scudder, 1875
- Arphia sulphurea Fabricius, 1781
- Arphia townsendi Bruner, 1905
- Arphia xanthoptera Burmeister, 1838